# بريان ماجويغا
بريان ماجويغا (بالإنجليزية: Brian Majwega)‏ (1 يناير 2000 بأوغندا - ) هو لاعب كرة قدم أوغندي في مركز الوسط. لعب مع نادي كامبالا سيتي.